# Bengt Bolin
Bengt Arne Bolin, född 27 februari 1933 i Enåkers församling i Uppland, död 18 maj 1996 i Råsunda församling i Solna kommun, var en svensk målare och grafiker. Han var son till instrumentmakaren Georg Bolin och Edna Eriksson.
Bolin studerade vid Konstakademien i Stockholm och under ett flertal studieresor i Europa. Han var under en period bosatt i Spanien. Hans konst består av en konstruktiv popkonst ofta i form av collage, stadsbilder, landskap ibland inspirerad av amerikansk popkonst samt grafik. Bolin är representerad vid Moderna Museet och vid Gustaf VI Adolfs samling. Han är gravsatt i minneslunden på Solna kyrkogård.